# Brian Robertson, 1. Baron Robertson of Oakridge

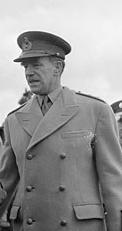
Sir Brian Robertson, Foto vom 6. März 1949

Brian Hubert Robertson, 1. Baron Robertson of Oakridge in the county of Gloucester, GCB, GBE, KCMG, KCVO, DSO, MC (* 22. Juli 1896 in London; † 29. April 1974 ebenda) war ein britischer Militär.

## Leben
Robertson war der Sohn des britischen Feldmarschalls William Robertson, 1. Baronet. Nachdem er zunächst die Charterhouse School absolviert hatte, durchlief er eine militärische Ausbildung an der Royal Military Academy Woolwich. Er kämpfte im Ersten Weltkrieg mit den Royal Engineers in Frankreich und Italien. Nachdem er zunächst auf dem indischen Subkontinent und später beim Directorate of Military Intelligence gedient hatte, trat er 1934 im Majorsrang in den Ruhestand.
In der Folgezeit arbeitete Robertson, der 1933 von seinem Vater die Würde eines Baronet, of Welbourne in the County of Lincoln, geerbt hatte, für den Reifenhersteller Dunlop in Südafrika.
Im Zweiten Weltkrieg wurde er reaktiviert und 1941 Generalmajor in der 8. Armee. Mit dieser war er in Ost- und Nordafrika eingesetzt. Während der Kämpfe in Italien war er im Stabe von Feldmarschall Harold Alexander zuständig für die gesamte militärische Verwaltung.
Nach Kriegsende war er von 1945 bis 1949 Mitglied des Alliierten Kontrollrats in Deutschland, ab Mai 1946 war er unter Sholto Douglas zugleich stellvertretender Militärgouverneur der britischen Besatzungszone. In der zweitgenannten Funktion hatte er entscheidenden Anteil an den britischen Beratungen zur territorialen Konzeption des Landes Nordrhein-Westfalen.
Am 28. August 1946 eröffnete Robertson im Neuen Rathaus von Hannover den – ernannten – ersten „Hannoverschen Landtag“, während das Land Niedersachsen erst am 1. November 1946 per Verordnung „ins Leben“ gerufen wurde.
Von November 1947 bis Mai 1949 war er als Nachfolger Douglas’ Militärgouverneur der britischen Zone. Vom 1. Juni 1949 bis zu seiner Ablösung durch Ivone Kirkpatrick am 26. Juni 1950 amtierte er anschließend als Hoher Kommissar in der Alliierten Hohen Kommission in der Bundesrepublik Deutschland; sein Stellvertreter war Christopher Steel. Gleichzeitig war er Aide-de-camp von König Georg VI.
Anschließend übernahm er Kommandopositionen in der British Army unter anderem im Mittleren Osten und war Gouverneur der Suezkanalzone. Von 1953 bis 1961 leitete er schließlich die British Transport Commission, in der die staatlichen öffentlichen Verkehrsmittel einschließlich Häfen und Binnenwasserstraßen zusammengefasst waren.
1961 wurde Robertson als Baron Robertson of Oakridge, of Oakridge in the County of Gloucester, zum erblichen Peer erhoben.